# Monte Carlo Open 1973
Il Monte Carlo Open 1973 è stato un torneo di tennis giocato sulla terra rossa. È stata la 66ª edizione del Monte Carlo Open, che fa parte del Commercial Union Assurance Grand Prix 1973. Si è giocato al Monte Carlo Country Club di Roquebrune-Cap-Martin in Francia vicino a Monte Carlo, dal 14 al 20 aprile 1973.

## Campioni

### Singolare
Ilie Năstase ha battuto in finale  Björn Borg con il punteggio di 6–4, 6–1, 6–2

### Doppio
Juan Gisbert /  Ilie Năstase hanno battuto in finale  Georges Goven /  Patrick Proisy con il punteggio di 6–2, 6–2, 6–2